# Wonderwall
Wonderwall — це пісня гурту «Oasis», написана Ноелем Галлахером.
«Wonderwall» була видана третім синглом з альбому (What's the Story) Morning Glory? восени 1995 року. Композиція є найвідомішою піснею гурту Oasis, треком з яким у більшості людей асоціюється творчість колективу. Сингл дістався до другого місця в UK Singles Chart і зробив гурт популярним у США, досягнувши восьмого місця в Hot 100, тим самим, ставши єдиним хітом Oasis, який увійшов до топ 10 в США. У чарті Австралії пісня зайняла перше місце в лютому 1996 року . 
«Wonderwall» залишається однією з найпопулярніших пісень Великої Британії, в 2008 вона стала 76й в списку найбільш продаваних синглів, всього продано більше мільйона копій, . сингл отримав статус платинового . «Wonderwall» отримала приз за найкраще британське відео на врученні премії Brit Awards в 1996 році.

## Історія
За словами Ноеля, ця пісня про дівчину, яку він зустрів під час туру Oasis. Раніше в пресі стверджувалося, що мова у пісні йде про Мег Меттьюз, з якою Галлахер зустрічався у той час (у 1997 році Галлахер і Меттьюз одружилися і через 4 роки, розлучилися). В наш час[коли?] Галлахер стверджує, що мова йде не про неї, але йому довелося потурати чуток: «Як Ви поясните своїй дружині, що пісня про іншу? Ця пісня про уявну подругу, яка прийде і врятує Вас від самого себе ». Спочатку Ноель хотів співати «Wonderwall» сам, але потім віддав її своєму братові в обмін на виконання іншої пісні з альбому - «Don't Look Back in Anger» . Пісня дебютувала на фестивалі Гластонбері 24 червня 1995. У 2008 році Ліам Галлахер зізнався в тому, що ненавидить «Wonderwall», але змушений виконувати пісню кожен концерт .

## Назва
Назва походить від однойменного фільму 1960-х років і саундтрека до нього «Wonderwall Music», написаного Джорджем Харрісоном. 

## Оформлення
Дизайн обкладинки був створений під впливом робіт бельгійського сюрреаліста Рене Магрітта, фото було зроблено на пагорбі Прімроуз, в північній частині Лондона. Спочатку було задумано, що в рамці буде знаходитися Ліам Геллахер, але Ноель відкинув цю ідею.  Музикант вирішив, що особливу важливість повинен придбати жіночий образ, тому в кадрі виявилася Аніта Херіет, співробітниця компанії, записуючої Oasis, Creation Records  .

## Варіанти видань синглу
- UK CD CRESCD 215
  1. «Wonderwall» — 4:19
  2. «Round Are Way» — 5:42
  3. «The Swamp Song» — 4:15
  4. «The Masterplan» — 5:23

- UK 7" CRE 215
  1. «Wonderwall» — 4:19
  2. «Round Are Way» — 5:42

- UK касета CRECS 215
  1. «Wonderwall» — 4:19
  2. «Round Are Way» — 5:42

- UK 12" CRE 215T
  1. «Wonderwall» — 4:19
  2. «Round Are Way» — 5:42
  3. «The Swamp Song» — 4:19

- USA CD 49K 78204
  1. «Wonderwall» — 4:15
  2. «Round Are Way» — 5:41
  3. «Talk Tonight» — 4:11
  4. «Rockin' Chair» — 4:33
  5. «I Am the Walrus» (Live) — 8:14

- USA касета EPIC 78216
  1. «Wonderwall» — 4:15
  2. «Round Are Way» — 5:41
  3. «Talk Tonight» — 4:11